# Себастиан (узурпатор)
Себастиан (на латински: Sebastianus; † 413) е южно-галски аристократ и западноримски геген-император (или узурпатор) (412 – 413). Брат е на Йовин, римски узурпатор (411 – 413).
След загубата на Константин III от Констанций III, генералът на император Хонорий, Йовин, братът на Себастиан, се обявява сам през 411 г. в Галия с помощта на бургундите и аланите за император. През 412 г., след провалени преговори с краля на вестготите Атаулф, Себастиан е провъзгласен за съимператор (Август). Тогава вестготите се съюзяват с Хонорий и побеждават войските на Йовин през 413 г. Себастиан е екзекутиран веднага. Йовин бяга във Валенция и след кратка обсада е хванат. Атаулф го предава на преторианския префект на Галия Постум Дардан, който поръчва неговата екзекуция в Нарбона. Главите на двамата узурпатори са изпратени в императорския двор на Хонорий в Равена.
За Себастиан са сечени монети в Арл и Трир.